# Live at the Budokan (album de Ian Gillan Band)
Albums de Ian Gillan Band
Scarabus
(1977)
Live at the Budokan (Volumes I & II) est un album enregistré en public par le Ian Gillan Band. Il est sorti le 22 septembre 1977 sur le label Virgin et a été produit par le groupe.

## Historique
Il a été enregistré le 22 septembre 1977 au Budokan Hall de Tokyo, salle où avait déjà été enregistré des titres figurant sur l'album de Deep Purple, Made in Japan.
En 1977 paru le premier volume de cet album, comprenant uniquement des titres du Ian Gillan Band. En 1978, sorti le deuxième volume, mélangeant titres de Deep Purple et du Ian Gillan Band. Les deux albums seront regroupés sur un double album vinyle en 1982 par le label Virgin Records puis plusieurs rééditions verront le jour sous format de compact disc.
L'album ne rentra pas dans les charts et sera le dernier album du groupe, Ian Gillan formera peu après Gillan qui verra le retour du chanteur vers un hard rock de forme plus classique.

## Liste des titres

### Live at the Budokan (1977)
Face 1
1. Clear Air Turbulence (Mark Nauseef, Ian Gillan, Colin Towns, Ray Fenwick, John Gustafson) - 12 min 49 s
2. My Baby Loves Me (Nauseef, Gillan, Towns, Fenwick, Gustafson) - 8 min 01 s

Face 2
1. Scarabus (Nauseef, Gillan, Towns, Fenwick, Gustafson) - 5 min 32 s
2. Money Lender (Nauseef, Gillan, Towns, Fenwick, Gustafson) - 10 min 56 s
3. Twin Exhausted (Nauseef, Gillan, Towns, Fenwick, Gustafson) - 5 min 08 s

### Live at the Budokan Vol.2 (1978)
Face 1
1. Over the Hill (Nauseef, Gillan, Towns, Fenwick, Gustafson) - 8 min 41 s
2. Child in Time (Ritchie Blackmore, Gillan, Roger Glover, Jon Lord, Ian Paice - 10 min 20 s

Face 2
1. Smoke on the Water (Blackmore, Gillan, Glover, Lord, Paice) - 9 min 50 s
2. Mercury High (Nauseef, Gillan, Towns, Fenwick, Gustafson) - 5 min 06 s
3. Woman from Tokyo (Blackmore, Gillan, Glover, Lord, Paice) - 4 min 46 s

### Réédition Cd (1989)
1. Clear Air Turbulence" – 12 s 49
2. Scarabus – 5 s 25
3. Money Lender – 10 s 53
4. Twin Exhausted – 5 s 05
5. Over the Hill – 8 s 35
6. Mercury High – 4 s 58
7. Smoke on the Water – 9 s 46
8. Child in Time – 10 s 16
9. Woman from Tokyo – 4 s 47

### Réédition double Cd (2007)
Cd 1
1. "Clear Air Turbulence" – 12 s 07
2. "My Baby Loves Me" (Gillan, Fenwick, Nauseef, Glover) – 8 s 01
3. "Scarabus" – 4 s 54
4. "Money Lender" – 10 s 52
5. "Twin Exhausted" – 4 s 37

Cd 2
1. "Over the Hill" – 8 s 30
2. "Mercury High" – 4 s 50
3. "Child in Time" – 9 s 58
4. "Smoke on the Water" – 9 s 47
5. "Woman from Tokyo" – 4 s 15

## Musiciens
- Ian Gillan: chant, harmonica
- Ray Fenwick: guitares, chœurs
- John Gustafson: basse, chœurs
- Colin Towns: claviers, chœurs
- Mark Nauseef: batterie, percussions